# 阿波洛尼夫卡 (聶伯彼得羅夫斯克州)
48°13′8″N 34°47′19″E / 48.21889°N 34.78861°E
阿波爾洛尼夫卡（烏克蘭語：Аполлонівка）是烏克蘭中部第聶伯羅彼得羅夫斯克州第聶伯羅區索洛內市鎮的村莊。該村處於莫克拉蘇拉河右岸，距離維什內韋9公里，海拔高度70米，2001年人口1,466。